# 加里角
加里角（英語：Cape Garry），是南極洲的海岬，位於南設得蘭群島的洛島西南端，由英國探險隊繪入地圖和命名，被國際鳥盟列為重點鳥區，是約11萬雙南極企鵝的棲息地，現時由南極條約體系管理。